# Flughafen Abu Dhabi

i7
i11
i13

Übersichtsplan des Flughafens

Der Flughafen Abu Dhabi (Eigenbezeichnung „Zayed International Airport“), auch bekannt als Internationaler Flughafen von Abu Dhabi (arabisch مطار أبو ظبي الدولي Matār Abū Zaby ad-duwalī, DMG Maṭār Abū Ẓaby ad-duwalī, englisch Abu Dhabi International Airport, IATA-Code: AUH, ICAO-Code: OMAA) ist der wichtigste internationale Verkehrsflughafen von Abu Dhabi in den Vereinigten Arabischen Emiraten. Er liegt ca. 30 Kilometer östlich der Stadt. Der Flughafen ist Drehkreuz der Fluggesellschaft Etihad Airways.

## Geschichte

Ehemaliges Logo

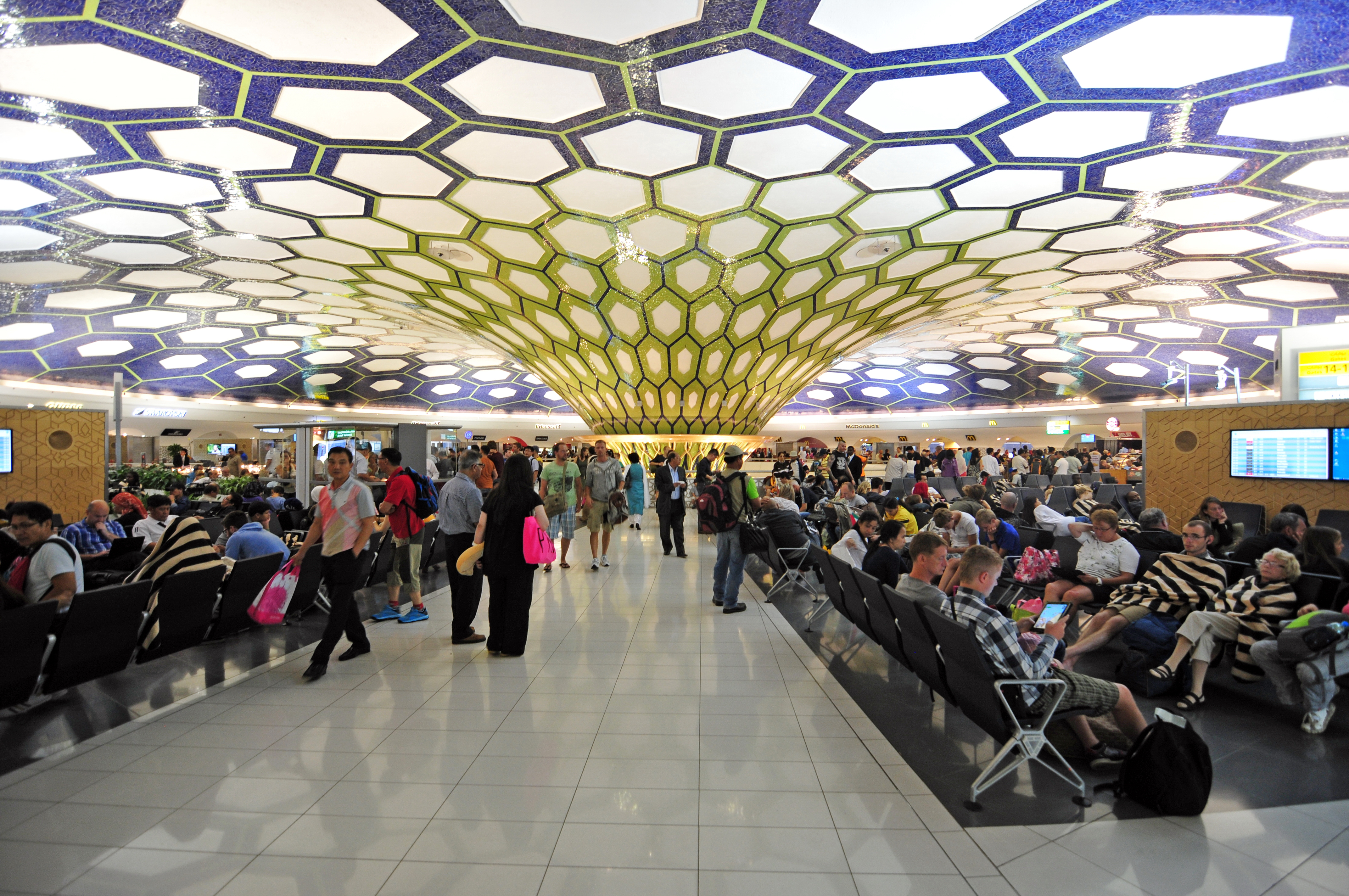
Haupthalle des ehemaligen Terminal 1

Der Flughafen wurde 1982 als Ersatz für den alten, stadtnahen Flugplatz Al-Bateen eröffnet, der bis 2008 als Militärflugplatz diente und nun als Flughafen für Privatjets genutzt wird. Planung und Realisierung erfolgten durch den britischen Baudienstleister J&P. Das später Terminal 1 genannte Bauwerk besteht aus einem halbrunden Hauptgebäude mit vorgelagertem rundem Satellitenterminal. Das Terminal verfügt über 19 Gates, davon neun mit Fluggastbrücken.
1,3 km südöstlich von Terminal 1 wurde im September 2005 Terminal 2 mit drei Gates eröffnet, um weitere Kapazität zu schaffen.
Im Oktober 2008 wurde eine zweite Start- und Landebahn eröffnet. Sie befindet sich parallel zur ersten, in einem Abstand von 2000 m.
Im Januar 2009 wurde das eine Milliarde VAE-Dirham (ca. 192 Millionen Euro) teure Terminal 3 eröffnet, nordwestlich direkt anschließend an das Terminal 1. Es verfügte über 34 Gates, davon acht mit Fluggastbrücken, und konnte Flugzeuge vom Typ Airbus A380 abfertigen. Es wurde fast ausschließlich von Etihad genutzt.
Das Terminal 3 steigerte die Kapazität des Flughafens von sieben auf zwölf Millionen Passagiere. Es war von Anfang an als Übergangslösung vorgesehen, um das weiter steigende Passagieraufkommen solange bewältigen zu können, bis das sogenannte Midfield Terminal fertig gestellt sein würde, was damals für 2017 geplant war. Dieses sollte die jährliche Passagierkapazität des Flughafens auf 25 Millionen und mittelfristig auf bis zu 40 Millionen Passagiere steigern.
Um 2010 wurde mit dem Bau des X-förmigen Midfield Terminals begonnen, so benannt aufgrund seiner Lage zwischen den beiden Start- und Landebahnen. Nach kurzer Zeit wurde der Bau wegen Finanzierungsschwierigkeiten als Fundamentbau unterbrochen, ab 2013 fortgesetzt. Die ursprünglich für den 7. Juli 2017 geplante Eröffnung wurde mehrfach verschoben und fand schließlich am 31. Oktober 2023 statt. Bis zum 15. November 2023 hatten alle Fluglinien ihren Betrieb umgestellt, um ausschließlich das neue Terminal, jetzt Terminal A genannt, zu nutzen. Die Terminals 1 bis 3 wurden Anfang 2024 geschlossen. Das neue Terminal hat eine Kapazität von 45 Millionen Passagieren pro Jahr.
Am 9. Februar 2024 wurde der Flughafen im Rahmen der offiziellen Eröffnungsfeier des Terminal A in Zayed International Airport umbenannt und trägt damit den Namen von Muhammad bin Zayid Al Nahyan, dem Herrscher und Präsidenten von Abu Dhabi.

Plan des neuen Terminals
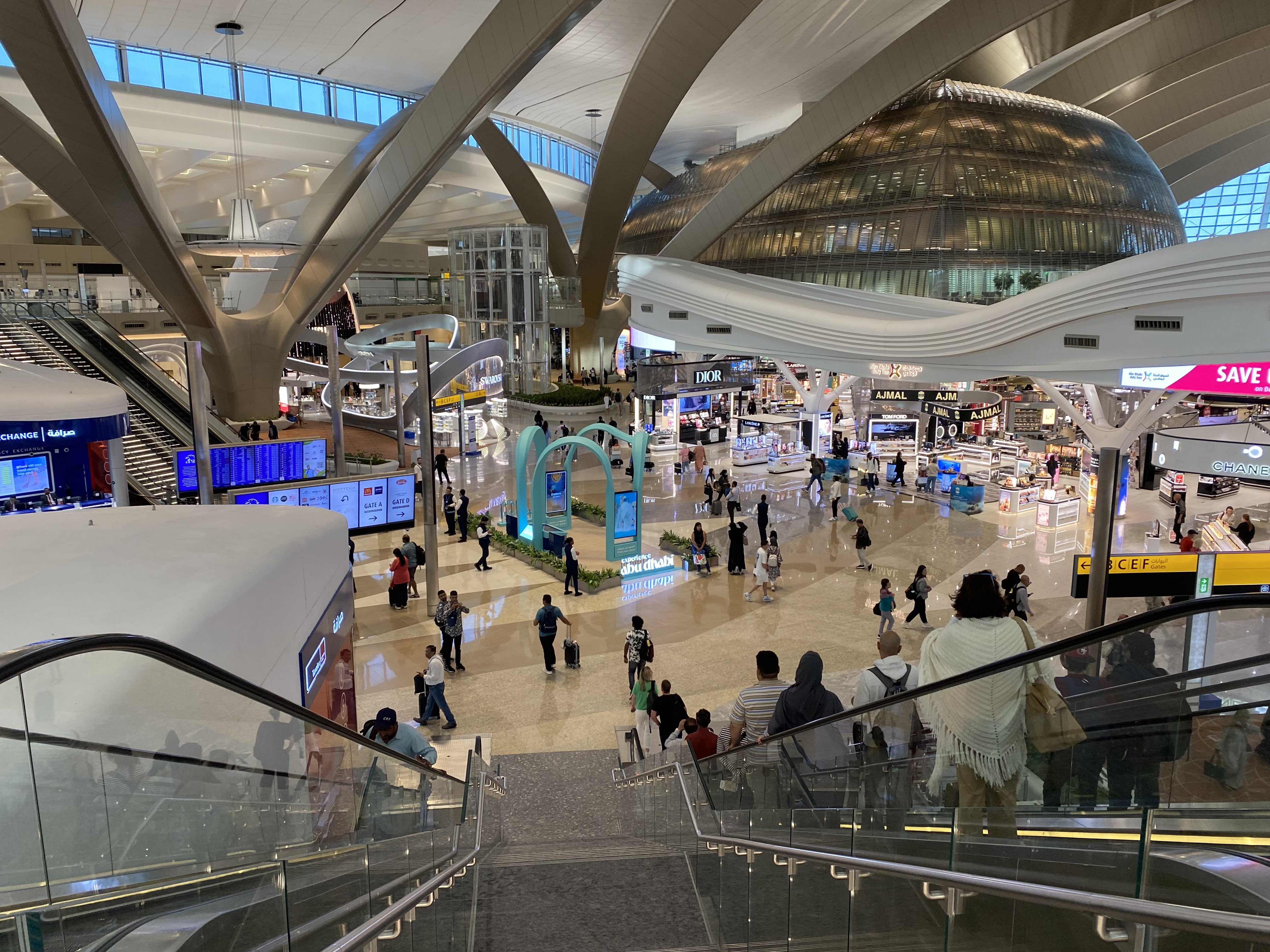
Haupthalle im Terminal A
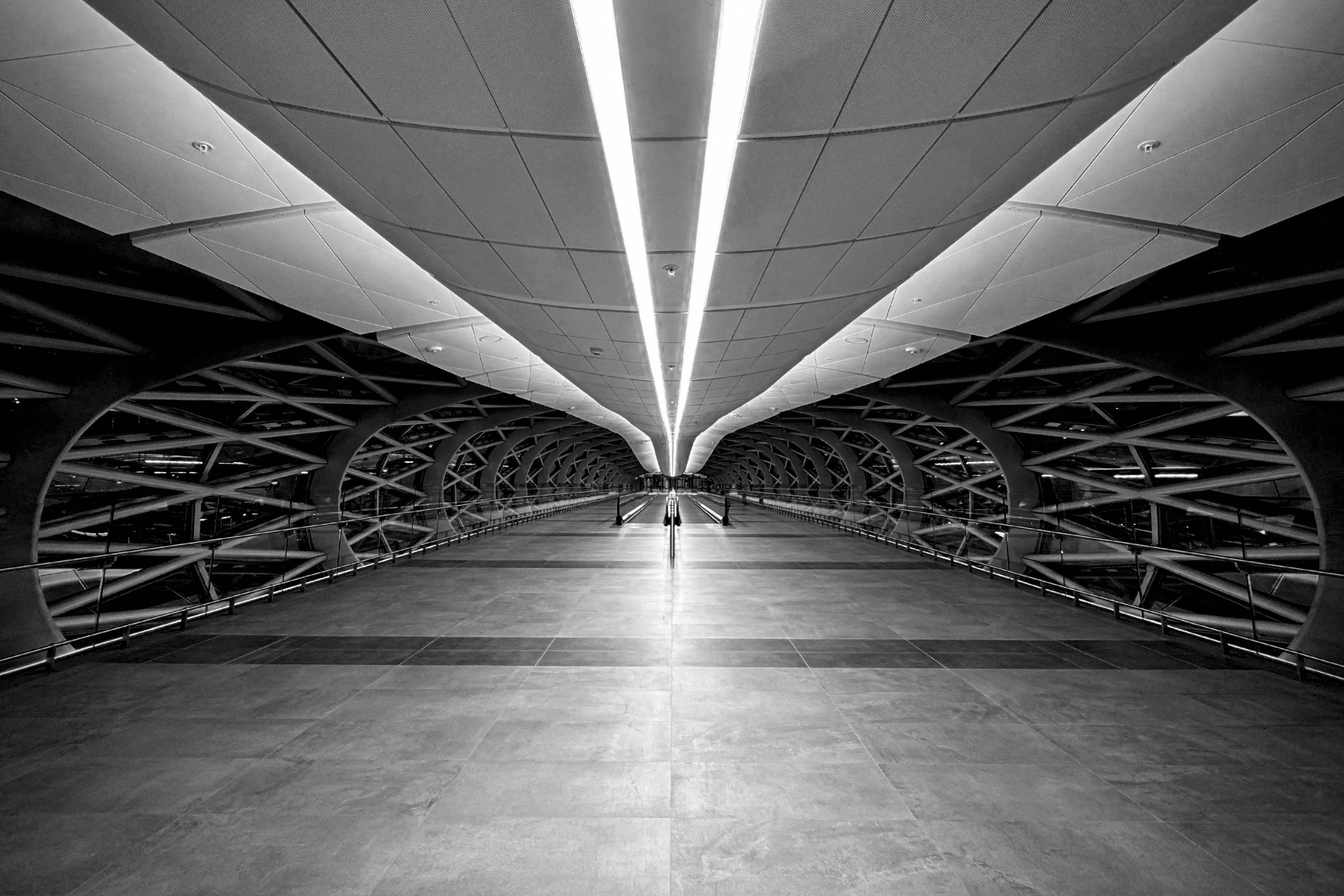
Gehweg zwischen Parkplatz und Terminal A
Wartebereich im Terminal A

## Ausblick
Langzeitplanungen befassen sich mit einer Kapazitätserweiterung auf 80 Millionen Passagiere. Die hierfür erforderlichen Flächen noch unbebauten Landes sind reserviert. Allerdings dürfte der im Ausbau befindliche zweite Großflughafen der VAE, der nur rund 80 Kilometer Luftlinie entfernte Flughafen Dubai-World Central, eine neue Konkurrenz bilden.

## Verkehrsinfrastruktur
Die Autobahn E 10 verläuft zwei Kilometer von Terminal A entfernt. Über sie gelangt man in das Stadtzentrum von Abu Dhabi (33 km) oder nach Dubai (110 km).
Eine öffentliche Verkehrsanbindung zur Innenstadt existiert durch fahrplanmäßigen Busverkehr sowie mit Taxis oder privaten Kleinbusbetreibern. Ebenso verkehren rund um die Uhr stündlich Busse nach Dubai.
Gäste von Etihad Airways haben zudem Zugriff auf einen kostenfreien Bustransfer nach Dubai oder Al Ain.

## Verkehrszahlen
| Betriebsjahr | Fluggastaufkommen | Luftfracht (t) | Flugbewegungen |
| ------------ | ----------------- | -------------- | -------------- |
| 1998         | 03.131.283        | 079.847        | 045.927        |
| 1999         | 03.522.306        | 092.267        | 050.694        |
| 2000         | 03.684.307        | 318.632        | 057.111        |
| 2001         | 03.588.015        | 385.055        | 065.134        |
| 2002         | 03.986.665        | 391.079        | 035.987        |
| 2004         | 05.247.000        |                |                |
| 2005         | 05.465.987        |                |                |
| 2006         | 05.289.000        | 257.622        | 075.437        |
| 2007         | 06.926.000        | 315.317        | 082.287        |
| 2008         | 09.017.000        | 353.820        | 093.163        |
| 2009         | 09.672.000        | 378.746        | 102.118        |
| 2012         | 14.700.000        | 567.965        | 121.638        |
| 2013         | 16.526.316        |                | 135.213        |
| 2014         | 19.865.127        |                | 154.821        |
| 2015         | 23.286.632        |                | 172.819        |
| 2016         | 24.482.119        |                | 172.069        |

## Fluggesellschaften und Ziele
Der Flughafen Abu Dhabi wird von vielen internationalen Fluggesellschaften angeflogen, aus dem deutschsprachigen Raum fliegt Etihad Airways nach Abu Dhabi. Der Flughafen ist Heimatflughafen und Drehkreuz von Etihad. Es werden sehr viele internationale Ziele angeflogen, darunter im deutschsprachigen Raum Frankfurt, München, Wien, Zürich.